# Festuca chodatiana
Festuca chodatiana är en gräsart som först beskrevs av St.-yves, och fick sitt nu gällande namn av Evgenii Borisovich Alexeev. Festuca chodatiana ingår i släktet svinglar, och familjen gräs. Inga underarter finns listade i Catalogue of Life.